# Juan de Borja y Castro

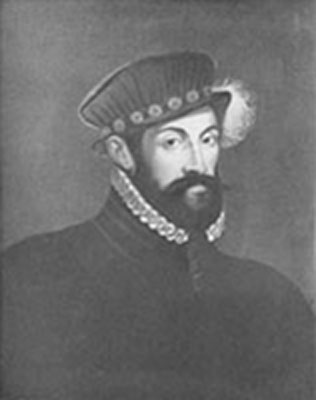
Juan de Borja y Castro

Juan de Borja (* 1533 in Bellpuig; † 1606 in El Escorial) war ein spanischer Diplomat und Verleger.

## Leben
Juan de Borja war 1578 bis 1581 Botschafter von Philipp II. bei Rudolf II. in Prag.

## Veröffentlichungen
- Empresas morales, 1581[2]